# Friedrich Karl Seutter von Lötzen
Friedrich Karl Seutter von Lötzen, též Karl Friedrich Seutter von Lötzen (11. ledna 1820 Lindau – 23. září 1892 Vídeň), byl rakouský podnikatel a politik německé národnosti, v 2. polovině 19. století poslanec Říšské rady.

## Biografie
Byl evangelického vyznání, pocházel ze starobylé německé patricijské rodiny. Jeho otec byl obchodníkem s vínem v Lindau. Bratr Eduard Seutter von Lötzen byl podnikatelem a představitelem německého společenského života v Praze. Synové Hermann Seutter von Lötzen, Johann Konrad Seutter von Lötzen a Rüdiger Seutter von Lötzen byli rovněž aktivní v podnikání a veřejném životě. Friedrich Karl se vyučil ve firmě svého bratra Hail & Seutter, pak byl obchodním cestujícím pro vídeňskou textilní firmu, později prokuristou a ředitelem, od roku 1873 majitelem firmy Seutter & Co. V roce 1879 převzal po smrti bratra Eduarda i jeho pražský podnik. Roku 1880 koupil továrnu v Spittal an der Drau, roku 1882 i přádelnu bavlny v Unter-Eggendorfu u Vídeňského Nového Města. Založil zde i obytný soubor pro dělníky včetně mateřské školy, školy a dílen pro vzdělávání zaměstnanců. V roce 1880 získal titul císařského rady. Byl členem vídeňské obchodní a živnostenské komory a přísedícím obchodního soudu. Zasedal v grémiu vídeňského kupectva. Angažoval se v evangelické náboženské obci ve Vídni.
Byl též poslancem Říšské rady (celostátního parlamentu Předlitavska), kam nastoupil v doplňovacích volbách roku 1874 za kurii městskou v Dolních Rakousích, obvod Vídeň, I. okres. Slib složil 22. října 1874. V roce 1873 se uvádí jako Friedrich Karl Seutter von Lötzen, c. k. rada a kupec, bytem Vídeň. V parlamentu zastupoval blok německých ústavověrných liberálů (tzv. Ústavní strana, centralisticky a provídeňsky orientovaná). V roce 1878 zasedal v poslaneckém Novém Klubu pokroku.
Zemřel náhle v září 1892.